# ثلم فقري
الأثلام الفقرية (بالإنجليزية: vertebral notches)‏ هي تقعرات أعلى وأسفل السويقات الفقرية (بالإنجليزية: pedicles)‏ وعندما تتمفصل الفقرات مع بعضها البعض؛ تشكل الأزواج المتلامسة والمتجاورة من الفقرات الثقوب بين الفقارية (بالإنجليزية: intervertebral foramina)‏.